# Halone consolatrix
Halone consolatrix är en fjärilsart som beskrevs av Eduard Rosenstock 1885. Halone consolatrix ingår i släktet Halone och familjen björnspinnare. Inga underarter finns listade i Catalogue of Life.